# Galeodes barbarus
Galeodes barbarus är en spindeldjursart som beskrevs av Lucas 1849. Galeodes barbarus ingår i släktet Galeodes och familjen Galeodidae. Inga underarter finns listade i Catalogue of Life.